# Josef Löwenherz

Josef Löwenherz

Josef Löwenherz (geboren 6. August 1884 in Piwowszczyzna, Galizien; gestorben 1960 in New York) war ein österreichischer Zionist, Rechtsanwalt und Amtsdirektor der Israelitischen Kultusgemeinde Wien während der Zeit des Nationalsozialismus.

## Leben und Wirken
Löwenherz, aus einer renommierten jüdischen Familie Galiziens stammend, studierte an der Universität Lemberg Rechtswissenschaften. Bereits als Student gehörte er zionistischen Organisationen an und nahm als Delegierter vom 10. bis zum 15. Zionistenkongress teil. Nach dem Ersten Weltkrieg war er als Rechtsanwalt in Wien tätig. Von 1924 bis 1937 war er Vizepräsident der Israelitischen Kultusgemeinde Wien und nach dem „Anschluss“ hauptamtlich Direktor der umbenannten „Jüdischen Gemeinde Wien“.
Die Besetzung der Direktorenstelle in der Jüdischen Gemeinde Wien durch Löwenherz war innerhalb der Gemeinde strittig, da Nichtzionisten diese Position nicht durch einen Zionisten besetzt haben wollten und Löwenherz nun von einem Ehrenamt in ein Hauptamt wechselte. Löwenherz galt als versierter Organisator und stand mit dem Joint Distribution Committee in den USA sowie Paris in Kontakt. Des Weiteren arbeitete er mit der 1930 in Wien entstandenen Auswandererfürsorge zusammen und engagierte sich in der Arbeitsgemeinschaft der jüdischen Kultusgemeinden Österreichs.

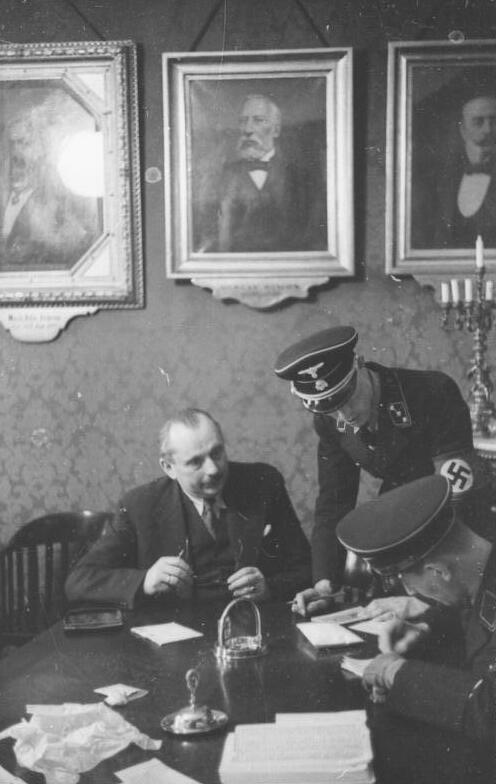
Razzia der SS im Gemeindehaus der Israelitischen Gemeinde Wiens am 18. März 1938. Von links nach rechts: Josef Löwenherz, Herbert Hagen, Adolf Eichmann.

Nach dem „Anschluss Österreichs“ an den NS-Staat wurde die Israelitische Kultusgemeinde am 18. März 1938 durch SS-Angehörige geschlossen und Löwenherz mit anderen Führungsmitgliedern der Gemeinde sowie weiteren jüdischen Funktionären verhaftet. Während der Haft ohrfeigte Adolf Eichmann eigenen Angaben zufolge Löwenherz. Löwenherz entging der Deportation in das KZ Dachau, da ihn Eichmann Anfang Mai 1938 mit dem Wiederaufbau der nun als „Jüdische Gemeinde Wien“ bezeichneten Israelitischen Kultusgemeinde beauftragte. Friedrich Plattner, Staatskommissar für Erziehung und Kultus, versuchte vergeblich, die Einsetzung Josef Löwenherz’ zu hintertreiben. Löwenherz war nun nicht nur Amtsdirektor der Jüdischen Gemeinde Wien, sondern auch erster Sekretär und musste – unterstützt von einem Beratungskomitee – zudem die Aufgaben des Präsidiums und weiterer Funktionsträger wahrnehmen. Sein Stellvertreter wurde 1940 Benjamin Murmelstein. Löwenherz war in der Ausübung seiner Amtsgeschäfte jedoch den Anweisungen von SS und Gestapo vollkommen unterworfen.
Die sozialen, kulturellen und religiösen Aspekte innerhalb der Gemeinde traten immer weiter in den Hintergrund, und die Betreuung jüdischer Flüchtlinge gewannen im Laufe der Zeit immer mehr an Gewicht. Löwenherz wurde durch Eichmann genötigt, ein Konzept für die Auswanderung der Wiener Juden zu erstellen. Die Ergebnisse dieses Konzeptes schufen die Basis für die Ende August 1938 geschaffene Zentralstelle für jüdische Auswanderung in Wien, wo er unter anderem mit Berthold Storfer zusammenarbeitete. Im Rahmen der „Arisierung“ musste Löwenherz ab 30. März 1940 als Rechtsnachfolger aller noch bestehenden Israelitischen Kultusgemeinden in Österreich fungieren. Löwenherz musste mehrmals im Reichssicherheitshauptamt (RSHA) im so genannten Eichmannreferat erscheinen. So wurden ihm als Vertreter der Jüdischen Gemeinde Wien gemeinsam mit Paul Eppstein von der Reichsvereinigung der Juden in Deutschland durch Eichmann im Beisein von Rolf Günther und Friedrich Suhr mitgeteilt, dass ab dem 19. September 1941 alle Juden im Deutschen Reich einen Judenstern tragen müssen.
Ab dem 1. November 1942, nach der durch die Nationalsozialisten verfügten Auflösung der Jüdischen Gemeinde Wien, leitete er als so genannter Judenältester den „Ältestenrat der Juden in Wien“ im entweihten Stadttempel an der Seitenstettengasse 2 bis 4, der für alle in den „Alpen- und Donaureichsgauen lebenden staatsangehörigen und staatenlosen Juden“ zuständig war. Ein dreiköpfiger Beirat, dem auch Murmelstein angehörte, stand Löwenherz zur Seite.
Die verbliebenen jüdischen Institutionen, zunächst die Jüdische Gemeinde Wien und später auch der „Ältestenrat“, wurden letztlich für Deportationen, Beschlagnahmung und Verfolgung der Juden in Österreich durch die NS-Behörden instrumentalisiert. Dennoch versuchte Löwenherz weiter, jüdischen Mitbürgern die Ausreise zu ermöglichen.

### Nach Kriegsende
Im Mai 1945 wurde Löwenherz von Soldaten der Roten Armee wegen Kollaboration mit der NSDAP verhaftet und war danach für drei Monate in der Tschechoslowakei interniert. Ein gegen ihn in Prag eingeleitetes Ermittlungsverfahren wurde eingestellt, die Beschuldigungen fallengelassen. Anschließend stellte er sich noch einem jüdischen Ehrengericht in London, welches ihn von jeglichen Kollaborationsanschuldigungen freisprach. In London sprach Löwenherz im Juli 1945 auf einer Versammlung der Association of Jewish Refugees, bei der der aus Wien gebürtige Rechtsanwalt Franz Rudolf Bienenfeld die Situation, in der sich Löwenherz in Wien befand, wie folgt einschätzte: „Ein jeder, der in einem von den Nazi besetzten Lande in einer öffentlichen Stellung zu verbleiben genötigt war oder sich für moralisch verpflichtet hielt, eine solche Stellung im Interesse seiner Schutzbefohlenen beizubehalten, mußte mit den deutschen Behörden arbeiten und in diesem Sinne war er ein Kollaborateur.“
Löwenherz zog über die Schweiz mit seiner Frau Sophie zu seinen Kindern in die USA und lebte in New York City. Im Vorfeld des Eichmann-Prozesses in Jerusalem wurde er im Dezember 1960 durch den israelischen Konsul gebeten, eine schriftliche Zeugenaussage für das Verfahren abzugeben. Löwenherz, der unter den Erlebnissen der NS-Zeit litt, starb nur drei Tage danach an einem Herzinfarkt.